# Прапор Воловецького району
Пра́пор Волове́цького райо́ну — один з офіційних символів Воловецького району Закарпатської області, затверджений 23 вересня 2004 року рішенням сесії Воловецької районної ради.
Автор — А. Ґречило.

## Опис
Прапор району являє собою прямокутне полотнище із співвідношенням сторін 2:3. По вертикалі прапор розділено на дві частини. Частина від древка шириною в 1/3 довжини стяга розділена по вертикалі на дві смуги синього і жовтого кольорів, що уособлюють державний прапор України. Друга частина зеленого кольору займає 2/3 довжини прапора. В її центрі розміщено зображення жовтого вола, над яким таке ж шістнадцятипроменеве сонце без обличчя.
Зворотна сторона прапора має дзеркальне зображення.